# Carl Meissner
Carl Daniel Friedrich Meissner (Berna, 1 de novembro de 1800 – Basileia, 2 de maio de 1874) foi um botânico suíço.

## Biografia
Foi batizado com o nome de  Meisner, porém mais tarde alterou a ortografia do seu nome para Meissner. Passou a maior parte de sua carreira de 40 anos como professor de botânica na cidade suíça de Basileia. 
Fez contribuições importantes para a literatura botânica, incluindo a publicação do detalhado trabalho "Plantarum Vascularum Genera", e publicações de monografias sobre as famílias  Polygonaceae (especialmente do gênero ‘’Polygonum), Lauraceae, Proteaceae, Thymelaeaceae e Hernandiaceae.
Suas contribuições sobre a flora da Austrália foram prolíficas; descreveu centenas de espécies das Proteaceae  australianas e de outras famílias, especialmente das  Fabaceae, Mimosaceae e Myrtaceae. 
A partir de 1866 sua saúde deteriorou-se muito, forçando-o a reduzir sua atividade até a sua morte, em 1874. 